# I promessi sposi (miniserie televisiva 1967)
I promessi sposi è uno sceneggiato televisivo prodotto dalla Rai e andato in onda per la prima volta nel 1967, basato sull'omonimo romanzo di Alessandro Manzoni e diretto da Sandro Bolchi, che ne scrisse la sceneggiatura insieme a Riccardo Bacchelli.
È stato uno degli sceneggiati Rai di maggior successo in termini di indici d'ascolto e di critica, anche per l'estrema fedeltà al testo letterario cui è ispirato.

## Trama
Fedele trasposizione televisiva del romanzo di Manzoni, la trama segue il testo letterario in modo piuttosto preciso tanto nello svolgimento quanto nei dialoghi, che sono in larga parte la testuale recitazione dei discorsi diretti presenti nel romanzo. Sono presenti qualche lieve inversione temporale e omissioni di parti essenzialmente descrittive, quando la scena visiva parla da sé. Poiché il testo originale è scritto con la tecnica del narratore esterno, l'opera televisiva adotta una voce fuori campo (Giancarlo Sbragia, praticamente interprete del Manzoni stesso) che, leggendo per lo più il testo originale, introduce e spiega l'azione dei personaggi e, di pari passo col testo, ne approfondisce il contesto storico.

## Personaggi e interpreti
- Nino Castelnuovo (Renzo Tramaglino)
- Paola Pitagora (Lucia Mondella)
- Lilla Brignone (Agnese)
- Tino Carraro (don Abbondio)
- Elsa Merlini (Perpetua)
- Luigi Vannucchi (don Rodrigo)
- Glauco Onorato (il Griso)
- Carlo Cataneo (il conte Attilio)
- Franco Parenti (Azzeccagarbugli)
- Massimo Girotti (fra Cristoforo)
- Lea Massari (Gertrude, la monaca di Monza)
- Fosco Giachetti (il principe, padre di Gertrude)
- Germana Paolieri (la principessa, madre di Gertrude)
- Salvo Randone (l'Innominato)
- Lino Troisi (il Nibbio)
- Cesare Polacco (il conte zio)
- Aldo Soligoj (Egidio)
- Mario Feliciani (cardinale Federigo Borromeo)
- Gianni Bonagura (Tonio)
- Ennio Groggia (Gervaso)
- Mario Pisu (il podestà di Lecco)
- Carlo Sabatini (fra Galdino)
- Gabriella Giacobbe (donna Prassede)
- Sergio Tofano (don Ferrante)
- Antonio Battistella (sarto)
- Bianca Toccafondi (moglie del sarto)
- Edoardo Toniolo (Antonio Ferrer)
- Augusto Mastrantoni (padre provinciale)
- Raffaele Giangrande (don Gonzalo)
- Mauro Di Francesco (Menico)
- Guido Lazzarini (padre Felice)
- Elio Crovetto (uno sfaccendato)
- Dino Peretti (Grigna Poco)
- Michele Malaspina (il presidente del Tribunale di Sanità)
- Neda Naldi (madre badessa)
- Armando Benetti (Ambrogio)
- Ermanno Roveri (fra Fazio)
- Michele Riccardini (il padre guardiano)
- Gina Sammarco (la governante)
- Nando Tamberlani (il vicario delle monache)
- Antonio Colonnello (il capitano di giustizia)
- Piero Buttarelli (Pedro)
- Cesare Bettarini (il vicario di provvisione)
- Gianfranco Mauri (Ambrogio Fusella)
- Mario Bardella (Bortolo Castagneri)
- Sandra Mantovani (cantante nell'osteria)

## Scelta degli interpreti
Il cast include grandi attori di teatro come Salvo Randone, Luigi Vannucchi e Tino Carraro, e stelle del cinema come Massimo Girotti e Lea Massari. 
Per i ruoli di Renzo e Lucia furono scelti i giovani e poco conosciuti Nino Castelnuovo e Paola Pitagora, ai quali lo sceneggiato diede una vasta ed improvvisa notorietà, rappresentando un'importante tappa per la successiva carriera artistica.
Ogni puntata è preceduta da un'introduzione letta da Giancarlo Sbragia, che è anche il narratore.
Gli autori usufruirono della consulenza storica di Claudio Cesare Secchi, che al tempo era direttore del Centro nazionale di studi manzoniani.